# トキちゃんの今日もいい朝!
トキちゃんの今日もいい朝!（トキちゃんのきょうもいいあさ）は2001年1月から2002年3月までニッポン放送の制作で放送された、常倉十紀二、荒川れん子がパーソナリティを務めた平日早朝のラジオ番組の事実上の総称。
全国ネット放送の『トキちゃんの今日もいい朝!歌謡曲!!』と、関東ローカル放送の『トキちゃんの今日もいい朝!はじまるよ!!』の2番組から構成されていた。ちなみに、タイトルの「トキちゃん」とはパーソナリティの常倉の愛称である。
後継番組は『桜庭亮平 朝刊フジ』。

## トキちゃんの今日もいい朝!歌謡曲!!
- 毎週月曜日から金曜日の午前4時30分から5時までの30分、全国ネットで2001年4月2日から2002年3月22日まで1年間放送された音楽番組。
- リスナーから寄せられる懐かしい曲のリクエストやトークで構成されていた。
- 番組放送期間中には2002年ソルトレークシティオリンピックが開催されており、その際は「トキちゃん・師ちゃんの今日もいい朝!ソルトレーク!!」とタイトルを変更し、通称：師（もろ）ちゃんことニッポン放送アナウンサーの師岡正雄と共に、ソルトレークシティオリンピックに関する情報をメインに放送していた。

### ネット局
- ニッポン放送（キー局）
- STVラジオ
- 栃木放送
- 茨城放送
- 京都放送
- 西日本放送
- 南海放送
- 高知放送
- 九州朝日放送

茨城放送はNRN加盟および23時間放送化に伴って、この番組からこの時間帯のネットを開始した前番組同様、月曜日放送分は地方局にはネットされなかった。
- LFX488[2]

## トキちゃんの今日もいい朝!はじまるよ!!
- 毎週月 - 金曜5:00 - 6:00に、関東ローカルで放送された朝の情報番組。
- その日朝一番のニュースや天気予報・健康情報などを中心に構成されていた。
- 番組開始には「○月○日○曜日、今日の天気は○○です。ニッポン放送午前5時」とコールされていた。
- 2002年1月1日には「トキちゃんの今年もいい朝!はじまるよ!!」と題した特番が放送されている。